# Saloua Raouda Choucair
Saloua Raouda Choucair (en arabe : سلوى روضة شقير) née le 24 juin 1916 et morte le 26 janvier 2017 est une artiste peintre et sculptrice libanaise,.
Elle est considérée comme la première artiste abstraite au Liban bien qu'elle n'y ait rien vendu jusqu'en 1962.

## Biographie

### Jeunesse
Née en 1916 à Beyrouth, au Liban, Saloua Raouda Choucair est issue d'une famille de médecins, avocats, ingénieurs et historiens. Son père, Salim Rawda (1872-1917) s'expatrie en Australie, y vend des herbes et écrit des manuscrits sur leurs valeurs médicinales. À son retour au Liban en 1910, il rencontre et épouse la mère de Zalfa Amin Najjar (1891-1995), une élève du lycée Brummana. Ensemble, ils ont trois enfants, dont la plus jeune Saloua Raouda Choucair, devenue l'une des figures les plus en vue du modernisme libanais. Veuve très tôt, la mère de Saloua Raouda Choucair a élevé trois enfants seule et dans des conditions difficiles. L'artiste dit avoir trouvé l'inspiration chez sa mère qui en plus d'être instruite, a également appartenu à diverses associations de femmes et reçu un médaillon du lycée Brummana à l'âge de 100 ans. 
L'art fait partie de la vie de Saloua Raouda Choucair depuis son enfance, au point qu'elle pense que « pour elle, l'art est inné. » Elle produit, dès son plus jeune âge, de nombreux objets artisanaux. En 1924, elle conçoit des d'affiches et est réputée pour la réalisation de caricatures de ses professeurs, dont certaines étaient publiées dans le journal de l'école.  
Après le lycée, en 1934, Saloua Raouda Choucair fréquente le American Junior College for Women (actuellement l'Université américaine de Beyrouth) et obtient un diplôme en sciences naturelles en 1936. En 1942, elle suit pendant trois mois des cours d'art avec Omar Onsi, ce qui représente sa seule formation artistique officielle, ayant appris la majorité par elle-même. 

### Carrière
Les voyages de Saloua Raouda Choucair influencent sa production artistique. En 1943, pendant la Seconde Guerre mondiale, l’artiste se rend en Égypte à la recherche d’art, mais tous les musées sont fermés en raison du climat tumultueux de l’époque. Elle a ainsi décidé de plutôt se promener dans les rues du Caire et de visiter les mosquées, l'expérience a inévitablement eu un impact sur elle : « C'était excitant ! Je pensais que c'était du vrai art ! Ça dure », s'est-elle exclamée lors de son entretien avec La Teef.  
Dans un monde où l'industrie technologique est en forte croissance, Saloua Raouda Choucair se réfugie dans l'art islamique qu'elle envisage comme une forme d'art intemporel qui lui permet de développer simultanément son amour de l'art et de l'architecture. Elle explique : « J'ai commencé comme peintre, puis je suis passée à la sculpture. » La combinaison d'éléments architecturaux et islamiques est devenue centrale dans la production artistique de Saloua Raouda Choucair. Chris Dercon, ancien directeur de Tate Modern, souligne le fait que l'artiste ait choisi de remettre en question la vision occidentale unilatérale que les gens ont souvent quand ils regardent l'art islamique. Elle explore les principes du design islamique et de la poésie arabe dans une perspective artistique moderniste et non objective. Ses sculptures sont abstraites et elle dit que sa géométrie est basée sur les proportions du cercle : « L'essence de l'art arabe est le point - tout est dérivé du point. » 
Après son séjour de sept mois au Caire, Saloua Raouda Choucair retourne au Liban et commence à travailler à la bibliothèque de l'Université américaine de Beyrouth (AUB) en 1945, tout en s'inscrivant aux cours de philosophie et d'histoire. C'est à ce moment-là qu'elle rencontre Moustapha Farroukh, président du Art Club de l'AUB. Il choisit de publier l'un des dessins de l'artiste dans l'unique numéro de la revue du club : Art Gazette. En 1947, Saloua Raouda Choucair expose certains de ses dessins géométriques à la gouache à la Galerie culturelle arabe. Cette exposition est considérée comme la première exposition de peinture abstraite du monde arabe.  
En 1948, Saloua Raouda Choucair décide à nouveau de quitter le Liban pour se rendre à Paris en compagnie de son beau-frère, Fouad, qui doit effectuer le voyage pour des raisons professionnelles. Elle ne connaît pas grand-chose de la scène artistique internationale au-delà du post-impressionnisme. À Paris elle parcourt la ville à la recherche de galeries d'art et de musées, elle rencontre ainsi pour la première fois l'art abstrait. Elle décide de rester à Paris et s’inscrit à l’École nationale des beaux-arts. Au cours de son séjour de plus trois ans, Saloua Raouda Choucair a observé et contribué à la scène artistique parisienne florissante. Elle rejoint l'atelier de Fernand Léger en 1949, mais le quitte trois mois plus tard convaincue que ses concepts et méthodes ne coïncident pas avec ses propres objectifs en matière de production artistique.
En 1950, elle est l'une des premières artistes arabes à participer au Salon des réalités nouvelles à Paris. Avant de rentrer au Liban, une exposition personnelle à la galerie Colette Allendy lui est consacrée ; y sont montrées des œuvres déjà exposées à Beyrouth, en plus des peintures réalisées pendant son séjour parisien. L'événement eu beaucoup plus de succès que la précédente exposition  de Beyrouth. Les critiques des magazines Art et Art d'Aujourd'hui commentent son travail avec enthousiasme. La critique d’Art d’aujourd’hui fait une mention spéciale de l’œuvre de Saloua Raouda Choucair, comparant ses formes audacieuses à celles d’un « tailleur de pierre » et écrivant que « les murs de la galerie Colette Allendy sont sur le point d’éclater sous la force des peintures présentées cette semaine. » 
En 1959, Saloua Raouda Choucair commence à s’intéresser à la sculpture qui devient sa principale activité en 1962. Elle produit ainsi des sculptures modulables, qui s'empilent et sont reproductibles à l'infini. Certains commentateurs suggèrent qu'il s'agirait ici d'une manière d'impulser la reconstruction du Liban après sa guerre civile.  
L'œuvre de Saloua Raouda Choucair est considérée comme l'un des meilleurs exemples d'abstraction dans l'art visuel arabe, complètement déconnectée de l'observation de la nature et inspirée par l'art et l'architecture géométrique arabes.

## Œuvres
- Composition in Blue Module, 1947-51, Tate Modern[14]
- Composition with tow ovals, Tate Modern[14]
- Poem wall, 1963-65, Tate Modern[14]
- Poem in nine verses, 1966-68, Tate Modern[14].

## Distinctions
- En 1963, Saloua Raouda Choucair reçoit le prix du Conseil national du tourisme pour l'exécution d'une sculpture en pierre destinée à un lieu public à Beyrouth[3].
- En 1974, la Lebanese Artists Association parraine une exposition rétrospective de son travail au National Council of Tourism de Beyrouth[11].
- En 1985, elle remporte un prix d'appréciation de la part de la General Union of Arab Painters[11] et trois ans plus tard, c'est le gouvernement libanais qui lui décerne une médaille[11].
- Saloua Raouda Choucair a également reçu un prestigieux doctorat honorifique de l'Université américaine de Beyrouth en 2014[15].

## Hommage
Le 24 juin 2018, un Google Doodle commémore le 102e anniversaire de naissance de l'artiste. 

## Expositions

### Expositions personnelles
- « Noble Forms », galerie d'art Maqam, Beyrouth, 2010[17]
- « Retrospective », Centre d'exposition de Beyrouth, 2011[18],[19]
- « Saloua Raouda Choucair », Tate Modern, 2013[20]
- « Le sens d'un, le sens du multiple », Mathaf, musée arabe de l'art moderne, Doha, 2015, organisée par Laura Barlow[21].

### Expositions de groupe
- « The Road to Peace », Centre d'art de Beyrouth, 2009[22]
- « Art from Lebanon », Centre d'exposition de Beyrouth, 2012[23]
- « Elles font l'abstraction », Centre Georges-Pompidou, Paris, 2021